# Gerrit Holtmann
Gerrit Holtmann (Brema, 25 marzo 1995) è un calciatore tedesco naturalizzato filippino, centrocampista del Bochum.

## Carriera

### Club
È nato a Brema da padre tedesco e madre filippina. Nel 2013, Holtmann si unì al JFV Bremerhaven. Holtmann si unì alla squadra riserve dell'Eintracht Braunschweig nella Regionalliga Nord nel 2014.
Nel giugno 2016, Holtmann fu trasferito al 1. FSV Mainz 05. Il 27 giugno 2019, si unì al SC Paderborn in prestito per la stagione 2019–20. Holtmann si unì al VfL Bochum con un contratto triennale nell'agosto 2020.
Il 5 agosto 2023, Holtmann si trasferì in prestito per una stagione all'Antalyaspor in Turchia, con opzione di acquisto. Il 21 gennaio 2024, Holtmann si trasferì in un nuovo prestito al Darmstadt 98.

### Nazionale
Dopo aver fatto parte della selezione giovanile tedesca Under-20, nel marzo 2021 ha reso nota la decisione di rappresentare la nazionale filippina. Nel giugno seguente è inizialmente convocato in nazionale maggiore da Scott Cooper in vista delle qualificazioni al campionato mondiale di calcio 2022 contro Guam, Cina e Maldive, dove tuttavia non prende parte per via delle tempistiche legate alla sua naturalizzazione.
Nel marzo 2022 viene convocato da Stewart Hall per le amichevoli contro Malaysia e Singapore, ma è tuttavia impossibilitato a parteciparvi a causa della sua positività al SARS-CoV-2.

## Statistiche

### Presenze e reti nei club
Statistiche aggiornate al 16 giugno 2022.
| Stagione                         | Squadra                          | Campionato                       | Campionato | Campionato | Coppe nazionali | Coppe nazionali | Coppe nazionali | Coppe continentali | Coppe continentali | Coppe continentali | Altre coppe | Altre coppe | Altre coppe | Totale | Totale |
| Stagione                         | Squadra                          | Comp                             | Pres       | Reti       | Comp            | Pres            | Reti            | Comp               | Pres               | Reti               | Comp        | Pres        | Reti        | Pres   | Reti   |
| -------------------------------- | -------------------------------- | -------------------------------- | ---------- | ---------- | --------------- | --------------- | --------------- | ------------------ | ------------------ | ------------------ | ----------- | ----------- | ----------- | ------ | ------ |
| 2014-2015                        | E. Braunschweig II               | RL                               | 27         | 10         |                 | -               | -               |                    | -                  | -                  |             | -           | -           | 27     | 10     |
| lug.-ago. 2015                   | E. Braunschweig II               | RL                               | 2          | 1          |                 | -               | -               |                    | -                  | -                  |             | -           | -           | 2      | 1      |
| Totale Eintracht Braunschweig II | Totale Eintracht Braunschweig II | Totale Eintracht Braunschweig II | 29         | 11         |                 | -               | -               |                    | -                  | -                  |             | -           | -           | 29     | 11     |
| apr. 2015                        | Eintracht Braunschweig           | 2L                               | 1          | 0          | CG              | -               | -               |                    | -                  | -                  |             | -           | -           | 1      | 0      |
| 2015-2016                        | Eintracht Braunschweig           | 2L                               | 30         | 4          | CG              | 2               | 2               |                    | -                  | -                  |             | -           | -           | 32     | 6      |
| Totale Eintracht Braunschweig    | Totale Eintracht Braunschweig    | Totale Eintracht Braunschweig    | 31         | 4          |                 | 2               | 2               |                    | -                  | -                  |             | -           | -           | 33     | 6      |
| 2016-2017                        | Magonza II                       | 3L                               | 6          | 0          |                 | -               | -               |                    | -                  | -                  |             | -           | -           | 6      | 0      |
| 2017-2018                        | Magonza II                       | RL                               | 1          | 0          |                 | -               | -               |                    | -                  | -                  |             | -           | -           | 1      | 0      |
| 2018-2019                        | Magonza II                       | RL                               | 2          | 0          |                 | -               | -               |                    | -                  | -                  |             | -           | -           | 2      | 0      |
| Totale Magonza II                | Totale Magonza II                | Totale Magonza II                | 9          | 0          |                 | -               | -               |                    | -                  | -                  |             | -           | -           | 9      | 0      |
| 2016-2017                        | Magonza                          | BL                               | 5          | 0          | CG              | 0               | 0               | UEL                | 1                  | 0                  |             | -           | -           | 6      | 0      |
| 2017-2018                        | Magonza                          | BL                               | 17         | 2          | CG              | 1               | 0               |                    | -                  | -                  |             | -           | -           | 18     | 2      |
| 2018-2019                        | Magonza                          | BL                               | 4          | 0          | CG              | 1               | 0               |                    | -                  | -                  |             | -           | -           | 5      | 0      |
| Totale Magonza                   | Totale Magonza                   | Totale Magonza                   | 26         | 2          |                 | 2               | 0               |                    | 1                  | 0                  |             | -           | -           | 29     | 2      |
| 2019-2020                        | Paderborn                        | BL                               | 24         | 1          | CG              | 2               | 0               |                    | -                  | -                  |             | -           | -           | 26     | 1      |
| 2020-2021                        | Bochum                           | 2L                               | 30         | 4          | CG              | 3               | 1               |                    | -                  | -                  |             | -           | -           | 33     | 5      |
| 2021-2022                        | Bochum                           | BL                               | 29         | 5          | CG              | 4               | 0               |                    | -                  | -                  |             | -           | -           | 33     | 5      |
| Totale Bochum                    | Totale Bochum                    | Totale Bochum                    | 59         | 9          |                 | 7               | 1               |                    | -                  | -                  |             | -           | -           | 66     | 10     |
| Totale carriera                  | Totale carriera                  | Totale carriera                  | 178        | 27         |                 | 13              | 3               |                    | 1                  | 0                  |             | -           | -           | 192    | 30     |

### Cronologia presenze e reti in nazionale
| Cronologia completa delle presenze e delle reti in nazionale ― Filippine | Cronologia completa delle presenze e delle reti in nazionale ― Filippine | Cronologia completa delle presenze e delle reti in nazionale ― Filippine | Cronologia completa delle presenze e delle reti in nazionale ― Filippine | Cronologia completa delle presenze e delle reti in nazionale ― Filippine | Cronologia completa delle presenze e delle reti in nazionale ― Filippine | Cronologia completa delle presenze e delle reti in nazionale ― Filippine | Cronologia completa delle presenze e delle reti in nazionale ― Filippine |
| Data                                                                     | Città                                                                    | In casa                                                                  | Risultato                                                                | Ospiti                                                                   | Competizione                                                             | Reti                                                                     | Note                                                                     |
| ------------------------------------------------------------------------ | ------------------------------------------------------------------------ | ------------------------------------------------------------------------ | ------------------------------------------------------------------------ | ------------------------------------------------------------------------ | ------------------------------------------------------------------------ | ------------------------------------------------------------------------ | ------------------------------------------------------------------------ |
| 11-6-2022                                                                | Ulan Bator                                                               | Mongolia                                                                 | 0 – 1                                                                    | Filippine                                                                | Qual. Coppa d'Asia 2023                                                  | 1                                                                        |                                                                          |
| 14-6-2022                                                                | Ulan Bator                                                               | Palestina                                                                | 4 – 0                                                                    | Filippine                                                                | Qual. Coppa d'Asia 2023                                                  | -                                                                        |                                                                          |
| 11-10-2024                                                               | Songkhla                                                                 | Thailandia                                                               | 3 – 1                                                                    | Filippine                                                                | Amichevole                                                               | -                                                                        | 76’                                                                      |
| 14-10-2024                                                               | Songkhla                                                                 | Tagikistan                                                               | 0 – 3                                                                    | Filippine                                                                | Amichevole                                                               | -                                                                        | 39’ 66’                                                                  |
| 14-11-2024                                                               | Wanchai                                                                  | Hong Kong                                                                | 3 – 1                                                                    | Filippine                                                                | Amichevole                                                               | -                                                                        | 67’                                                                      |
| Totale                                                                   |                                                                          | Presenze                                                                 | 5                                                                        |                                                                          | Reti                                                                     | 2                                                                        |                                                                          |

## Palmarès

### Club

#### Competizioni nazionali
- Campionato tedesco di seconda divisione: 1

Bochum: 2020-2021